# Oroslavje

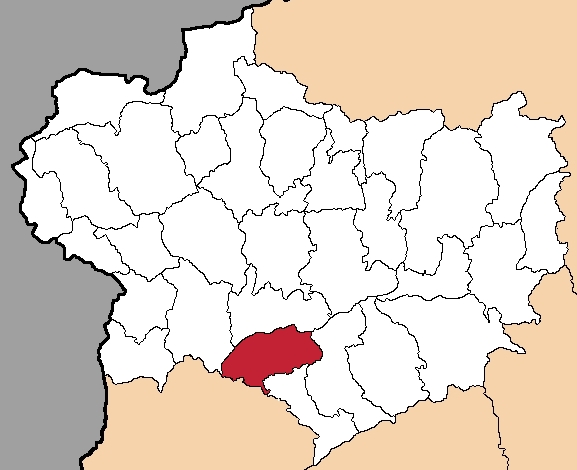
Lage der Stadt Oroslavje in der Gespanschaft Krapina-Zagorje

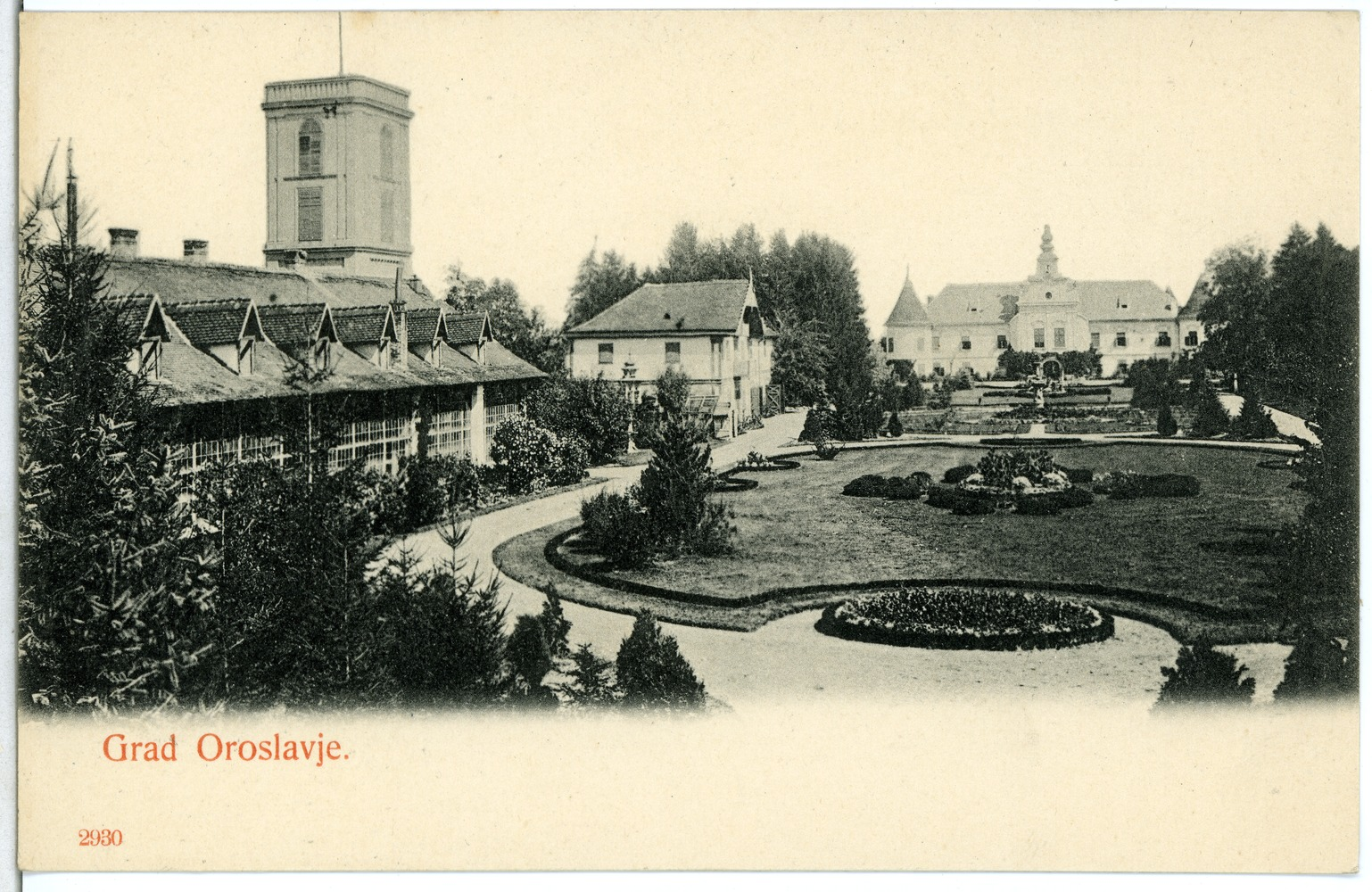
Oroslavje im Jahr 1903

Die Stadt Oroslavje setzt sich aus 5 Gemeinden zusammen, Andraševec, Krušljevo Selo, Mokrice, Oroslavje und Stubička Slatina, die eine Fläche von 32 km² einnehmen. Sie gehört zur Gespanschaft Krapina-Zagorje und liegt etwa 40 km nördlich der kroatischen Hauptstadt Zagreb. Die Einwohnerzahl beträgt etwa 6138 (Volkszählung 2011).

## Geschichte

### Mittelalter
Das Gebiet des heutigen Oroslavje gehörte im 14. Jahrhundert zur Herrschaft Susedgrad-Stubica der Adelsfamilie Aka. Ab dem 15. Jahrhundert wechselte der Ort in den Besitz der Familie Henning. Der Name der Stadt taucht in der Geschichte zum ersten Mal im Jahr 1477 auf als die Weinzehnten in den Registern unter den Namen Oroslawye und Horoslawye als Teil des Bezirks Donja Stubica verzeichnet wurden. 
Der Ort bekam im 16. Jahrhundert eine zunehmende Bedeutung nachdem der Sitz des Untergerichts des damaligen Herrschaftsgebiets Susedgrad-Stubica im Jahr 1567 dorthin verlegt wurde. 
Nach dem Bauernaufstand im Jahr 1573 wurde das Herrschaftsgebiet aufgeteilt und an verschiedene Familien vergeben, unter anderem an die Familie Vojković die im 18. Jahrhundert zwischen 1770 und 1790 ein Schloss errichten ließ. Ein weiteres Schloss wurde durch die Grafenfamilie Čikulin erbaut, das bis in das 20. Jahrhundert mehrere Besitzer wechselte und im Jahr 1949 durch einen Brand vollständig zerstört wurde.

### Neuzeit
Im 18. Jahrhundert gehörte Oroslavje zum Komitat Warasdin und nach dem Ersten Weltkrieg kam die Stadt zum neu gegründeten Staat der Slowenen, Kroaten und Serben, kurz darauf zum Königreich Jugoslawien. Ab 1929 folgten Umstrukturierungen in der neuen Verwaltung im Königreich und die alten Komitate wurden aufgelöst.

## Politik

### Kommunalwahlen
Bei der Kommunalwahl vom 16. Mai 2021 waren 5.289 Bürgerinnen und Bürger in der Stadt Oroslavje wahlberechtigt und aufgefordert den neuen Gemeinderat sowie den neuen Bürgermeister zu wählen, wovon 2.711 Menschen ihr Wahlrecht nutzten. Dabei gab es insgesamt 2.664 (98,27 %) gültige und 47 (1,73 %) ungültige Stimmen. Bei einer Wahlbeteiligung von 51,26 % kam es zu folgendem Ergebnis:
| Parteien und Wählergemeinschaften | Parteien und Wählergemeinschaften                                                                                      | % 2021  | Stimmen 2021 | Sitze 2021 |
| KLGB                              | Kandidacijska lista grupe birača – Viktor Šimunić                                                                      | 30,18   | 804          | 5          |
| HDZ / HSU / HSLS                  | Hrvatska demokratska zajednica / Hrvatska stranka umirovljenika / Hrvatska socijalno-liberalna stranka – Emil Gredičak | 28,30   | 754          | 4          |
| SDP                               | Socijaldemokratska Partija Hrvatske – Ivan Tuđa                                                                        | 18,28   | 487          | 3          |
| HNS                               | Hrvatska narodna stranka – Liberalni demokrati – Albert Kontak                                                         | 7,95    | 212          | 1          |
| DP                                | Domovinski pokret – Nenad Sikirica                                                                                     | 4,54    | 121          | 0          |
| KLGB                              | Kandidacijska lista grupe birača – Hrvoj Kržak                                                                         | 4,27    | 114          | 0          |
| HSP                               | Hrvatska stranka prava – Stjepan Ranogajec                                                                             | 3,79    | 101          | 0          |
| HSS                               | Hrvatska seljačka stranka – Zvonko Gredičak                                                                            | 2,66    | 71           | 0          |
| Gesamt                            | Gesamt | 100     | 5.289        | 13         |
| Wahlbeteiligung                   | Wahlbeteiligung | 51,26 % | 51,26 %      | 51,26 %    |

### Bürgermeister
Bei der Wahl des Bürgermeisters im Mai 2021 waren die Einwohner in der Stadt Oroslavje aufgerufen, ein neues Oberhaupt zu wählen. Dabei wurde Viktor Šimunić im zweiten Wahlgang für seine erste Amtszeit mit 1.456 Stimmen (51,31 %) bestätigt.

## Bevölkerung
| Bevölkerungsentwicklung | Bevölkerungsentwicklung | Bevölkerungsentwicklung | Bevölkerungsentwicklung | Bevölkerungsentwicklung | Bevölkerungsentwicklung | Bevölkerungsentwicklung | Bevölkerungsentwicklung | Bevölkerungsentwicklung | Bevölkerungsentwicklung | Bevölkerungsentwicklung | Bevölkerungsentwicklung | Bevölkerungsentwicklung | Bevölkerungsentwicklung | Bevölkerungsentwicklung | Bevölkerungsentwicklung | Bevölkerungsentwicklung | Bevölkerungsentwicklung |
| ----------------------- | ----------------------- | ----------------------- | ----------------------- | ----------------------- | ----------------------- | ----------------------- | ----------------------- | ----------------------- | ----------------------- | ----------------------- | ----------------------- | ----------------------- | ----------------------- | ----------------------- | ----------------------- | ----------------------- | ----------------------- |
| 1857                    | 1869                    | 1880                    | 1890                    | 1900                    | 1910                    | 1921                    | 1931                    | 1948                    | 1953                    | 1961                    | 1971                    | 1981                    | 1991                    | 2001                    | 2011                    | 2021                    |                         |
| 2199                    | 2713                    | 3206                    | 3565                    | 3745                    | 3958                    | 4008                    | 4947                    | 5485                    | 5192                    | 5339                    | 5661                    | 6268                    | 6576                    | 6253                    | 6138                    | 5772                    |                         |

## Sehenswürdigkeiten
- Das Schloss in Oroslavje wurde Ende des 18. Jahrhunderts erbaut und nimmt zusammen mit dem umgebenden Park einen bedeutenden Platz unter den Barockschlössern in der Region Zagorje ein. Das historische Bauwerk ist ein eingeschossiger Dreiflügelbau, der durch nachträglich errichtete Gebäudeteile mit den hofseitig des Schlosses gelegenen ehemaligen Stallungen verbunden ist.[6]

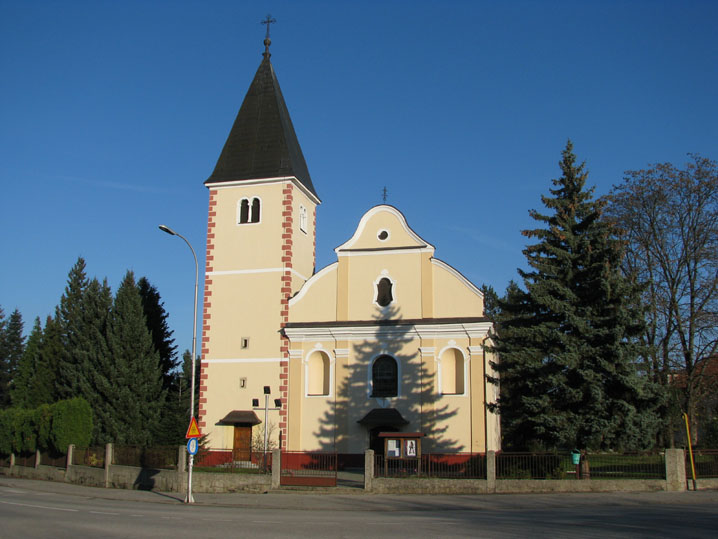
Kirche Mariä Himmelfahrt
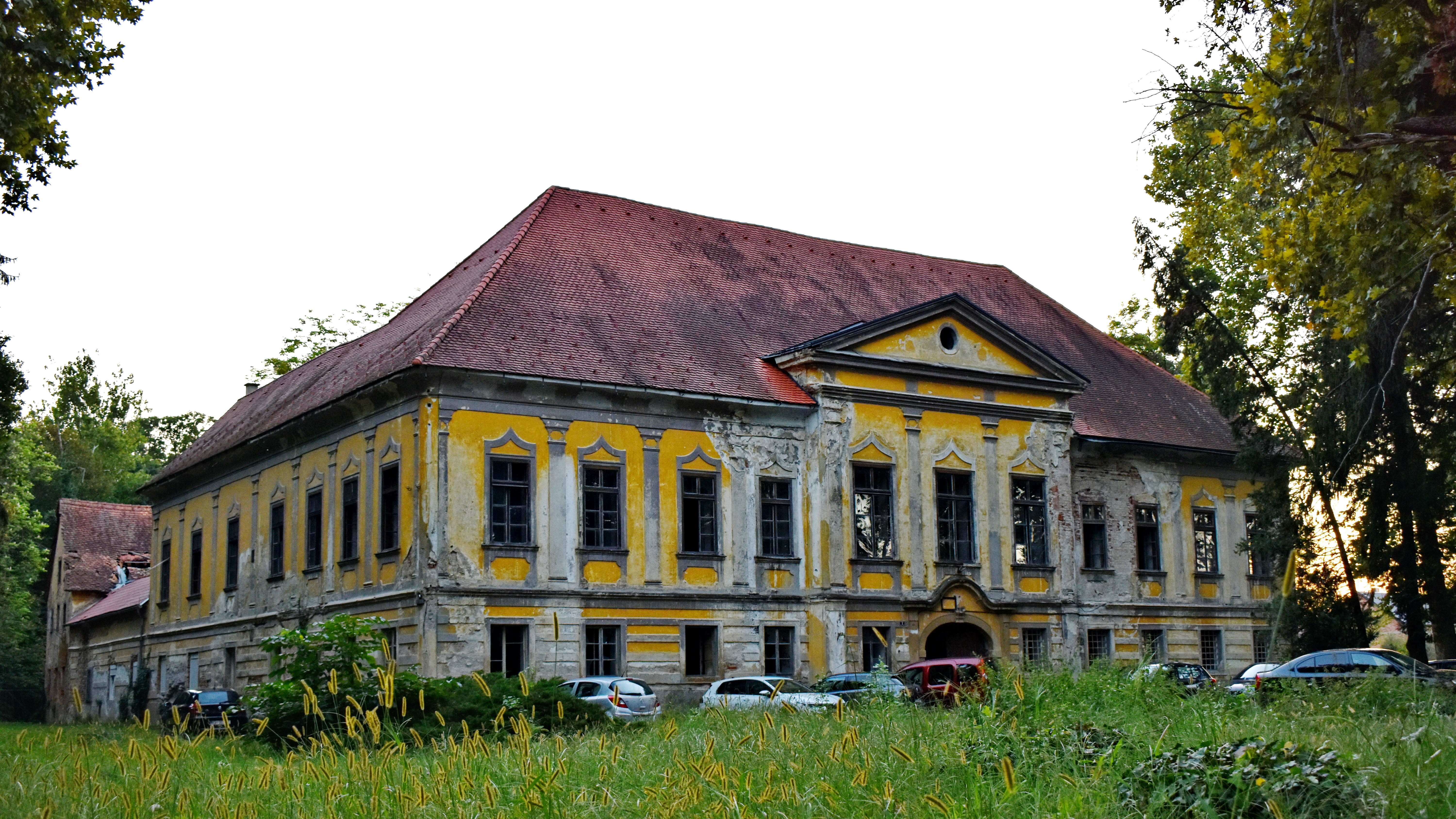
Schloss Donje Oroslavje
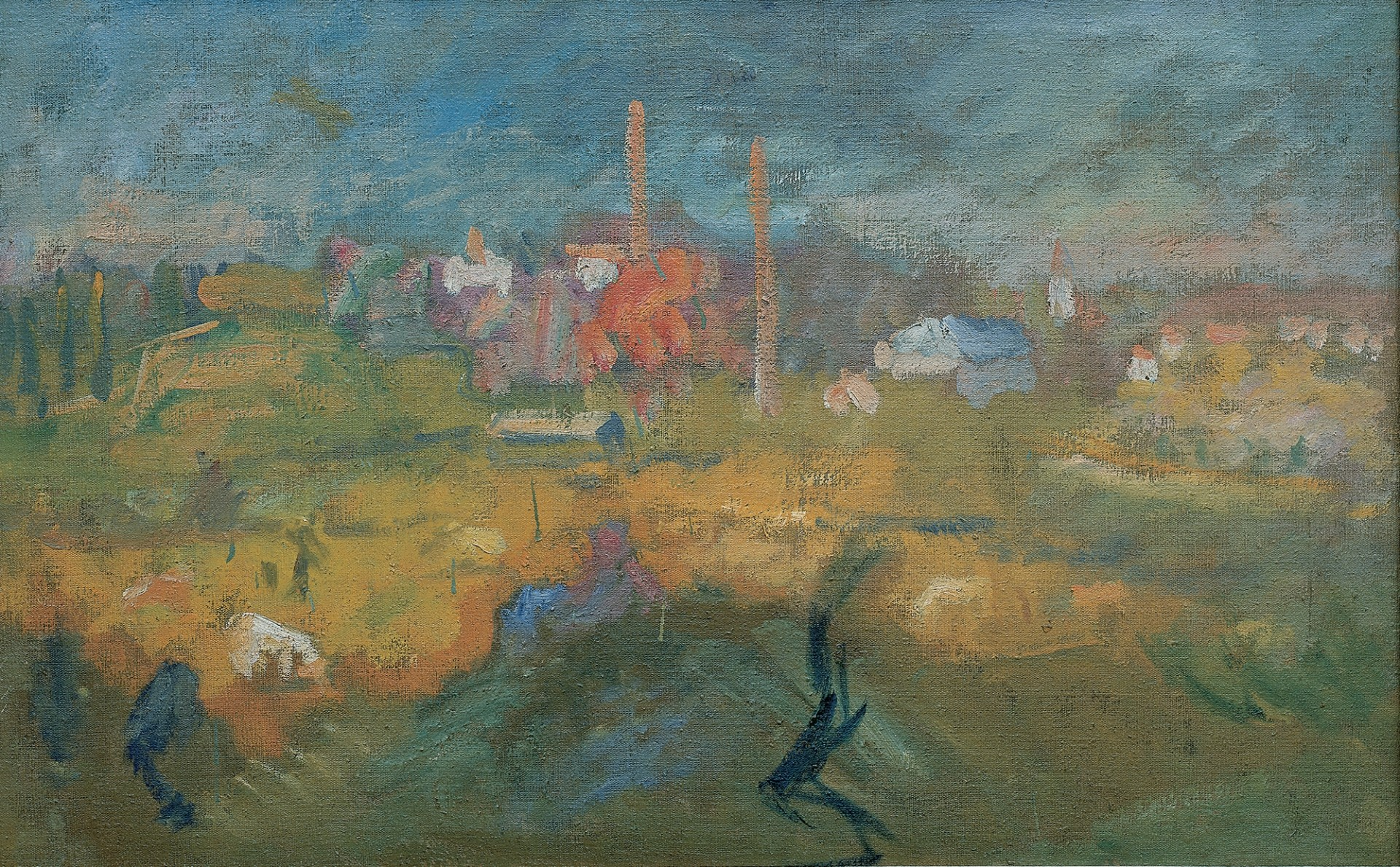
Gemälde der Stadt des Malers Rihard Jakopič
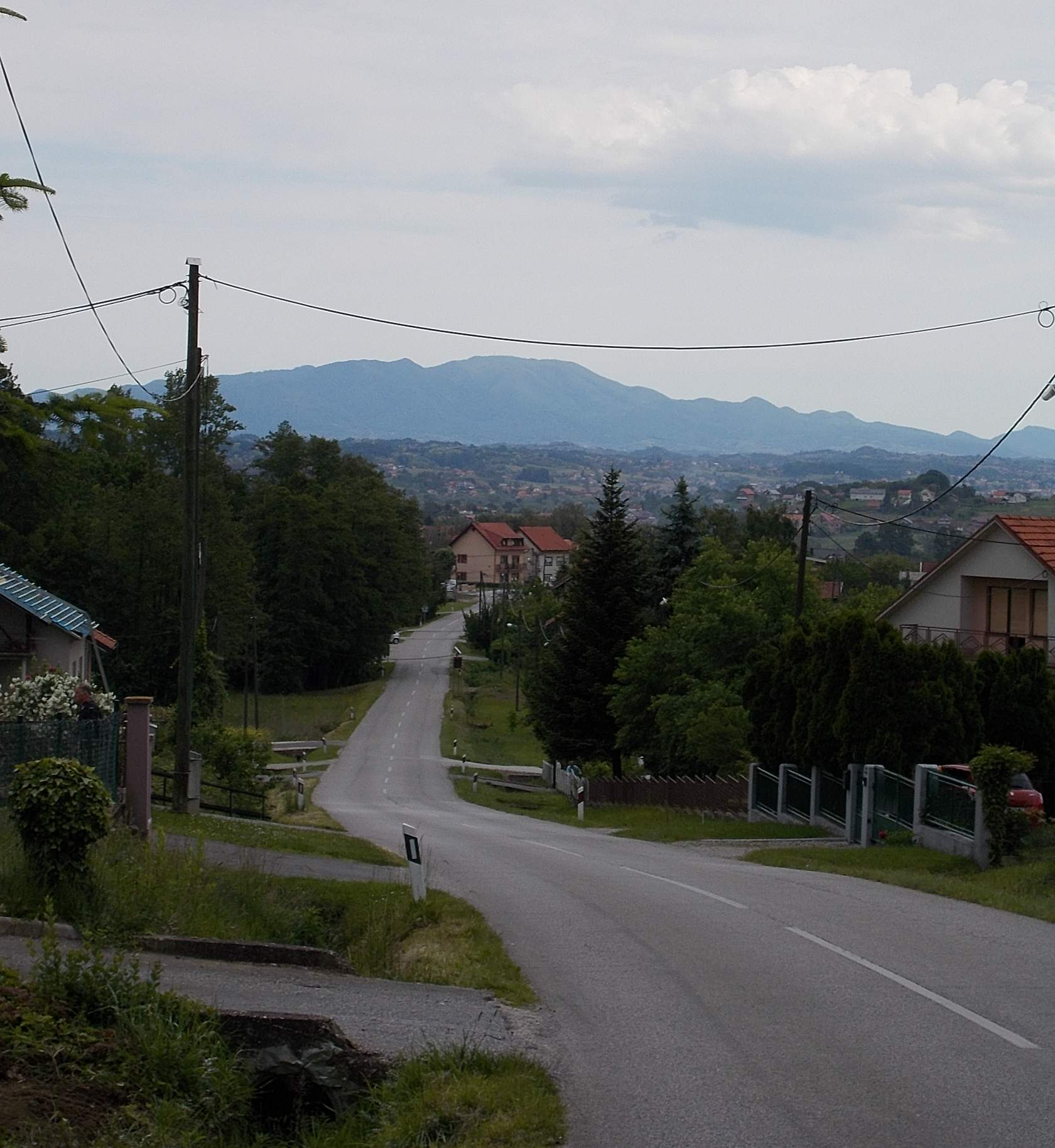
Straßenansicht
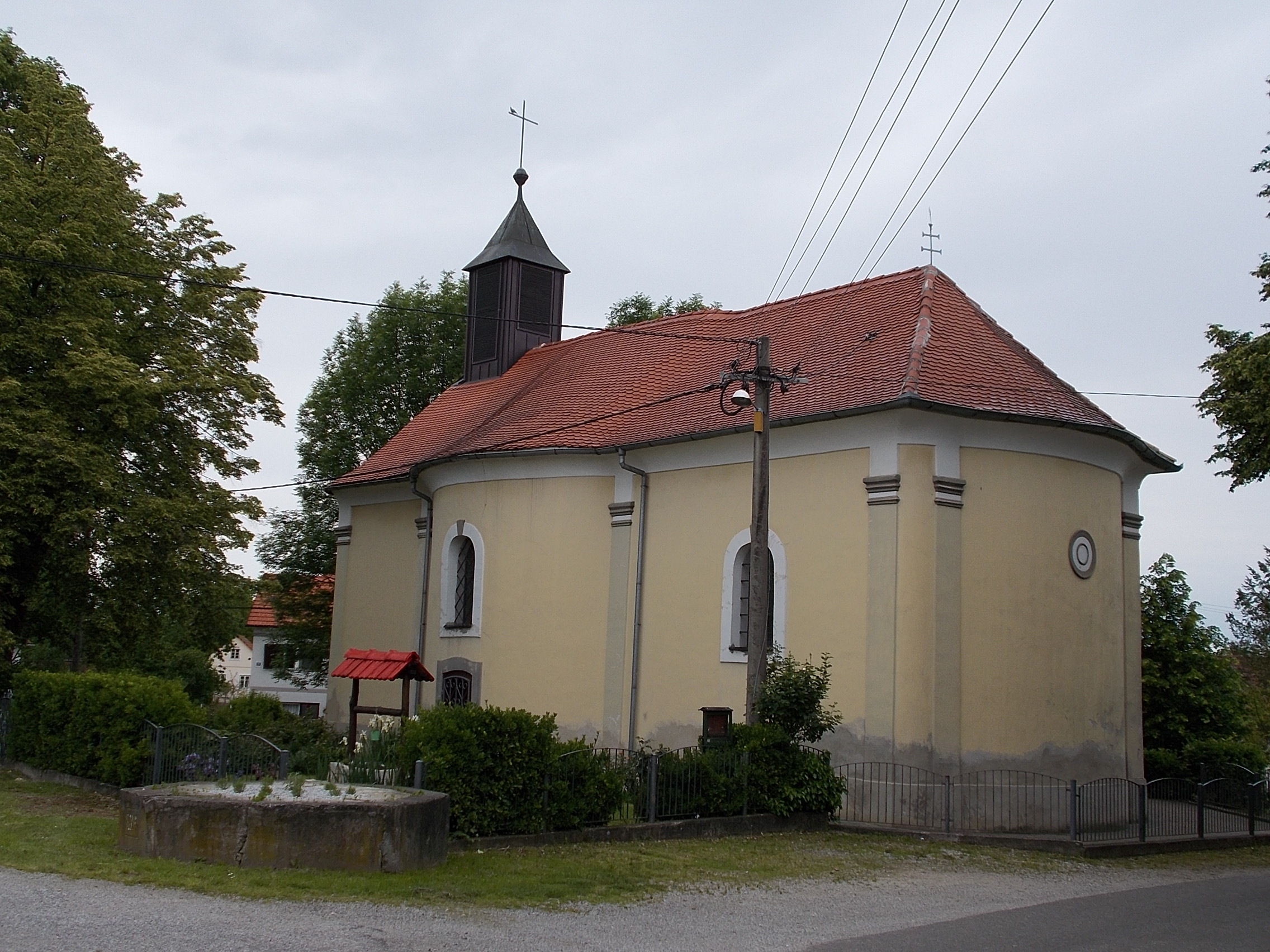
Kirche in Oroslavje - Krušljevo Selo

- Die Pfarrkirche Mariä Himmelfahrt wurde im 18. Jahrhundert errichtet und befindet sich im Zentrum des Dorfes, in unmittelbarer Nähe des Schlosses der Adelsfamilie Vranyczany. Das Gotteshaus ist ein einschiffiger Bau mit schmalerem und niedrigerem quadratischen Chorraum mit verengter Apsis, einem Glockenturm auf Höhe der Fassade und einer Sakristei nördlich des Chorraums. Im Jahr 1936 folgten Renovierungsarbeiten und das Innere der Kirche wurde mit figürlichen und ornamentalen Motiven unterschiedlicher Stilistik ausgemalt.[7]